# 宮之城站
宮之城站（日语：／ Miyanojō eki */?）是位於鹿兒島縣薩摩郡宮之城町屋地（現時：薩摩郡薩摩町屋地），日本國有鐵道（國鐵）宮之城線的鐵路車站（廢站）。此站是舊宮之城町的中心車站。

## 歷史
- 1926年（大正15年）5月8日：樋脇至此站之間開通，此終點站啟用[1][2]。
- 1934年（昭和9年）7月8日：此站至薩摩鶴田站之間開通，此站成為中途車站。
- 1980年（昭和55年）10月1日：結束貨運業務[1]。
- 1984年（昭和59年）2月1日：結束行李起卸業務[1]。
- 1987年（昭和62年）1月10日：隨著宮之城線全線廢除，此站也被廢除[1]。

## 車站構造
此站為有人車站，設有2面2線的相對式月台和數條側線。

## 使用狀況
以下為各年1日平均上下車人次和貨物起卸量列表。
| 年度               | 上下車人次（人） | 貨物起卸量（公噸） |
| ------------------ | ---------------- | ------------------ |
| 1926年（大正15年） | 156,300          | 5,500              |
| 1935年（昭和10年） | 205,000          | 14,800             |
| 1945年（昭和20年） | 656,935          | 25,466             |
| 1955年（昭和30年） | 666,600          | 38,383             |
| 1965年（昭和40年） | 1,125,000        | 39,297             |
| 1968年（昭和43年） | 1,003,900        | 25,623             |

## 巴士路線
JR九州巴士
- 經入來、薩摩郡山、鹿兒島中央站前往鹿兒島站/薩摩中央高校（日语：鹿児島県立薩摩中央高等学校）

南國交通巴士
- 前往鹿兒島機場（機場穿梭（日语：エアポートシャトル）（Airport Shuttle））
- 前往出水站、阿久根站（機場穿梭（Airport Shuttle））
- 經宮之城溫泉、求名前往大口
- 佐志站、廣橋、祁答院中前方向大村循環線
- 經宮之城溫泉前往神子口
- 經廣橋、永野站前往胡摩目

岩崎巴士
- 經東鄉、川內站前往上川內
- 經山崎前往入來站
- 前往宮之城溫泉（日语：宮之城温泉）
- 經川內站前往串木野（神村學園）

## 現狀
車站遺址變成了「宮之城站鐵路紀念館」，遊人可自由進入參觀。另外，鐵路紀念館的建築物同時是一座巴士候車室，巴士站名稱自鐵路線廢除後至今還未改名，都是「宮之城站」。除了南國交通巴士外，JR九州巴士和鹿兒島交通巴士也駛入此站。另外，在站前路口的名稱也是使用國鐵營業時代的名稱「宮之城站前」。

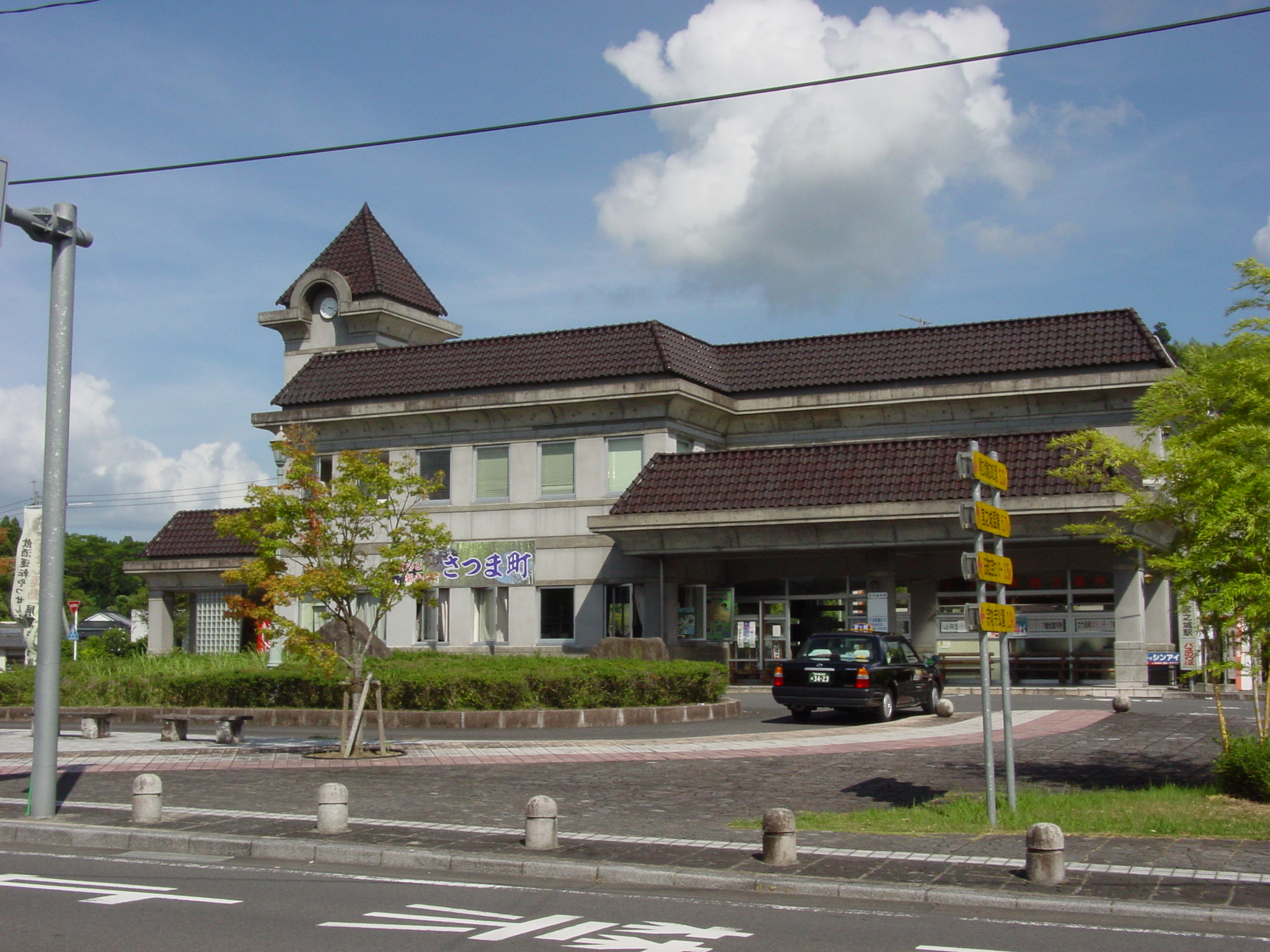
鐵路紀念館
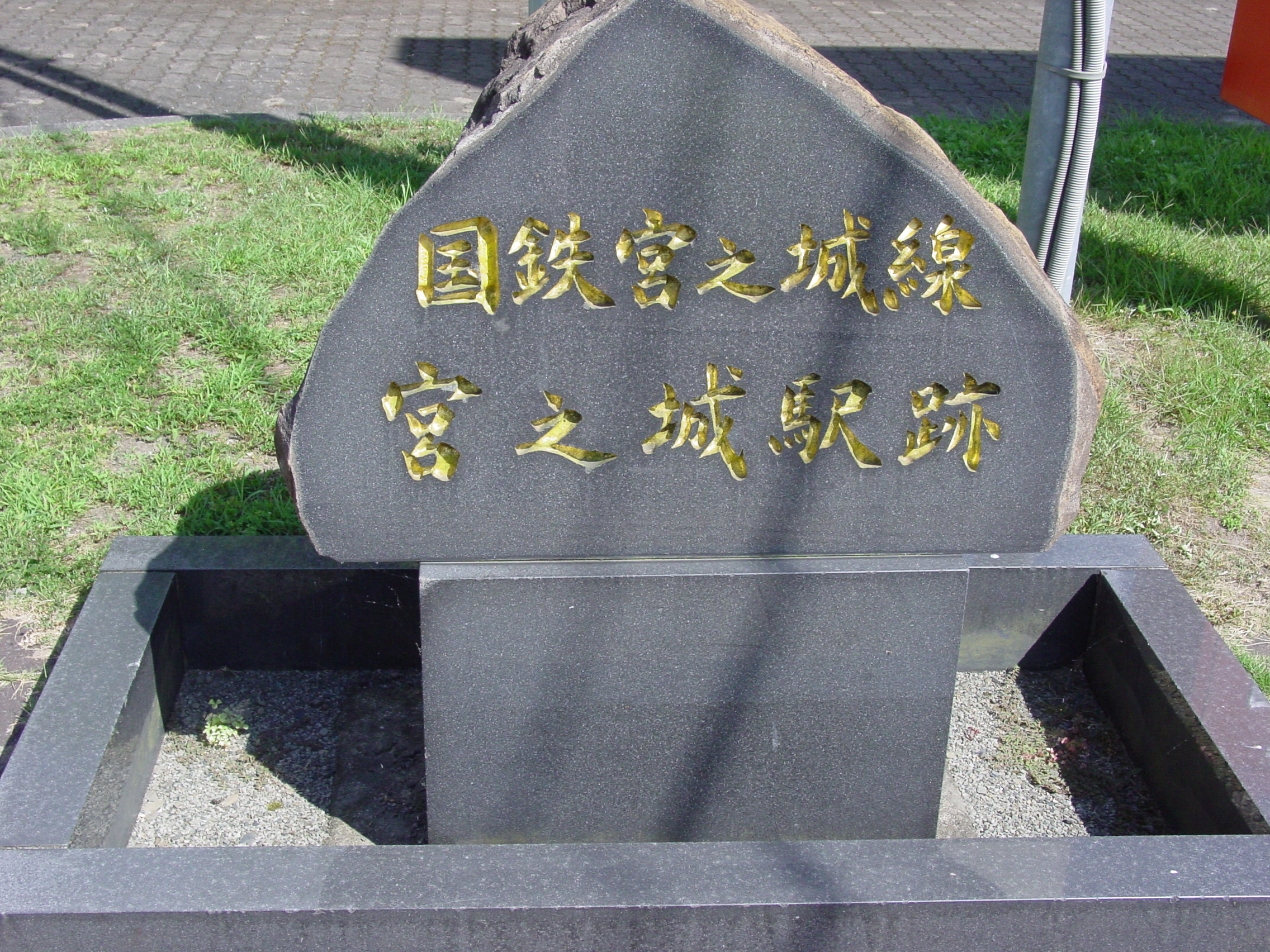
紀念碑

## 相鄰車站
日本國有鐵道（國鐵）
宮之城線
船木－宮之城－佐志

## 注腳
1. 1 2 3 4 5 6  石野哲（編）. . JTB. 1998: 707. ISBN 978-4-533-02980-6 （日语）.
2. ↑  《宮之城町史》p.789 宮之城町
3. ↑  《宮之城町史》p.790 宮之城町

## 相關項目
- 日本鐵路車站列表 Mi